# 云丹桑布
云丹桑布（藏語：ཡོན་ཏན་བཟང་པོ་，威利转写：yom tan bzang po），又名吴兆文（1905年—1952年），蒙古族，卓索图盟土默特左翼旗（今辽宁省阜新蒙古族自治县王府镇）人，該旗末任札萨克。中華民國大陸時期、滿洲國的內蒙古政治人物。

## 生平
云丹桑布是土默特左翼旗（俗稱蒙古贞旗）王府「东仓全大爷」嘎力仓道尔吉的儿子。由于蒙古貞旗第13任扎萨克贝勒色凌那木济勒旺宝（曾任卓索图盟盟长，民国晋封为亲王）无出，1917年12月患中风猝死。1918年农历除夕确认由叔伯兄弟全大爷之子云丹桑布继承札萨克。1918年4月16日北洋政府发给委任状。1924年小学毕业后，在王府专学蒙文三年。
1931年九一八事变后跟随张学良去北平任华北绥靖公署顾问。1933年4月由天津乘海路到营口，到长春拜谒溥仪；1933年5月回到土默特左旗。1933年8月、1934年9月两次赴承德参加日本特务机关召开的会议。
1936年1月1日，满洲国在蒙地奉上後废除扎萨克制度，施行旗长制，云丹桑布任土默特左翼旗旗长。1936年6月赴日本就读于东京早稻田大学。由依萨布（漢名鲍海楼）继任旗长。1939年末归国。1940年任锦州省公署参事官。1940年调到兴安西省公署任文教科长。1943年，因土默特左旗旗长鲍海楼身亡，云丹桑布回任土默特左旗旗长直至满洲国垮台。自任土默特左旗治安维持会会长，组建“中央第八路挺进军”。
第二次國共內戰时期，國民政府的东北行营長官杜聿明不允许他恢复设立土默特左旗，他只能恢复札萨克王府（1946年1月设立）。1946年5月率领旗府官员和家人以及手下200多人的队伍从阜新县红帽子到库伦旗，被改编为内蒙古人民自卫军卓索图盟纵队第13支队第2大队（蒙民二大队），任支队长。1946年9月10月率部投奔中國國民黨。1946年12月到沈阳在乌古廷手下任国民党蒙旗复援委员会委员、蒙旗联防指挥部第一联防区（阜新、北票、库伦旗）司令、国民党热盟党部特派员。1947年初，旗保安队改编为保安总队，任总队长。1948年3月18日，解放軍攻佔阜新全境，他随国军逃至锦州，又成立蒙旗骑兵支队，自任支队长，继续与中共作战，1948年7月所部被全歼。1948年10月锦州解放后，只身逃到北平，后又去當時的內蒙古自治政府所在地乌兰浩特潜伏，1952年被人民政府镇压。

## 家屬
二儿子吴耀本（蒙名巴特尔）：在中共解放区参加阜新蒙民大队。1949年后任内蒙古自治区计委劳动工资计划处处长、自治区经济技术协作办副主任等职务。